# Brasilidia sanmartini
Brasilidia sanmartini är en urinsektsart som beskrevs av Sören Ludvig Paul Tuxen 1984. Brasilidia sanmartini ingår i släktet Brasilidia och familjen lönntrevfotingar. Inga underarter finns listade.